# Maison de danses
Pour plus de détails, voir Fiche technique et Distribution.
Maison de danses (parfois orthographié Maison de danse) est un film français réalisé par Maurice Tourneur sorti en 1931.

## Synopsis
Estrella, une jeune fille marchande de poissons de Cadix, devient danseuse après avoir été remarquée par Ramon, propriétaire de la Maison de danses. Elle suscite la jalousie des hommes, certains en viendront même à s’entre-tuer pendant qu'elle s'enfuit avec son petit ami Luisito...

## Fiche technique
- Titre original : Maison de danses
- Réalisation : Maurice Tourneur
- Scénario : Maurice Tourneur, d'après le roman éponyme de Paul Reboux et la pièce qui en a été tirée par Fernand Nozière et Charles Müller
- Décors : Robert Gys
- Photographie : Victor Arménise et Marc Bujard
- Son : Reginald Campbell
- Montage : Jacques Tourneur
- Société de production : Pathé-Natan
- Société de distribution : Pathé Consortium Cinéma
- Pays d’origine :  France
- Langue originale : français
- Format : noir et blanc — 35 mm — 1,20:1 — son Mono (RCA Recording)
- Genre : drame
- Durée : 85 minutes
- Date de sortie :
  - France : 27 février 1931

## Distribution
- Gaby Morlay : Estrella
- Charles Vanel : Ramon
- Madame Ahnar : La Tomasa
- Edmond Van Daële : Benito
- José Noguero : Luisito
- Jules Mondos : Don Cristobal
- Christiane Virideau : Amalia
- Delphine Abdala